# Fricção dinâmica
Em astrofísica, fricção dinâmica, algumas vezes chamado arrasto gravitacional, é uma perda de momento linear e energia cinética de corpos movendo-se através de interações gravitacionais com a matéria circundante no espaço. Foi primeiramente discutido em detalhes por Subrahmanyan Chandrasekhar em 1943.

## Considerações intuitivas
Uma intuição para o efeito pode ser obtido ao pensar-se em um objeto maciço movendo-se através de uma nuvem de corpos menores mais leves. O efeito da gravidade faz com que os corpos mais leves acelerem e ganhar momento e energia cinética (ver "efeito estilingue"). Por conservação de energia e momento, podemos concluir que o corpo mais pesado será retardado por uma certa quantidade para compensar. Desde que há uma perda de dinamismo e energia cinética para o corpo em consideração, o efeito é chamado de fricção dinâmica.
Outra forma equivalente de pensar sobre este processo é que os corpos mais leves são atraídos pela gravidade em direção ao corpo maior que se desloca através da nuvem, e, portanto, a densidade no local aumenta, o que é conhecido como um rasto gravitacional. Nesse meio tempo, o objeto em questão avançou. Portanto, a atração gravitacional do rasto puxa-o para trás e retarda-o.
É claro, o mecanismo funciona da mesma maneira para todas as massas de corpos que interagem e para quaisquer velocidades relativas entre eles. No entanto, enquanto o resultado mais provável para um objeto que se move através de uma nuvem seja uma perda de momento e energia, como descrito acima, intuitivamente, no caso geral pode ser a perda ou ganho. Quando o corpo em questão está ganhando momento e energia o mesmo mecanismo físico é chamado de efeito estilingue, ou auxílio da gravidade. Esta técnica é usada às vezes por sondas interplanetárias para obter um impulso de velocidade ao passar por perto de um planeta.

## Fórmula da fricção dinâmica de Chandrasekhar
A fórmula da fricção dinâmica de Chandrasekhar completa para a mudança na velocidade do objeto envolve a integração de todo a densidade do espaço de fase do campo da matéria e está longe de ser transparente.
Um caso especial comumente usado é onde existe uma densidade uniforme em toda o campo de matéria, com partículas de matéria significativamente mais leves do que a maior das partículas em questão e com uma distribuição maxwelliana para a velocidade de partículas de matéria. Neste caso, a força de fricção dinâmica é como se segue:
{\displaystyle {\textbf {f}}_{dyn}=M{\frac {d{\textbf {v}}_{M}}{dt}}=-{\frac {4\pi {\mbox{Ln}}(\Lambda )G^{2}M^{2}\rho }{v_{M}^{3}}}\left[{\mbox{erf}}(X)-{\frac {2X}{\sqrt {\pi }}}e^{-X^{2}}\right]{\textbf {v}}_{M}}
onde
- G é a  constante gravitacional.
- M é a massa sob consideração.